# NGC 1031
NGC 1031 је спирална галаксија у сазвежђу Часовник која се налази на NGC листи објеката дубоког неба.
Деклинација објекта је - 54° 51' 32" а ректасцензија 2h 36m 38,6s. Привидна величина (магнитуда) објекта NGC 1031 износи 12,5 а фотографска магнитуда 13,4. NGC 1031 је још познат и под ознакама ESO 154-5, AM 0235-550, PGC 9907.